# Kozarno
Kozarno je naselje v Občini Brda.